# Nowy Klincz
Nowy Klincz (dodatkowa nazwa w j. kaszub. Nowi Klińcz; niem. Neu Klinsch) – wieś kaszubska w Polsce, położona w województwie pomorskim, w powiecie kościerskim, w gminie Kościerzyna, na wschodnim skraju Pojezierza Kaszubskiego, przy drodze wojewódzkiej nr . 
| SIMC    | Nazwa  | Rodzaj    |
| ------- | ------ | --------- |
| 0164629 | Wętfie | część wsi |

W latach 1975–1998 wieś administracyjnie należała do województwa gdańskiego.
Siedziba sołectwa Nowy Klincz o powierzchni 566,41 ha, w którego skład wchodzi również miejscowość Wętfie. Razem sołectwo zamieszkuje 816 osób (stan na 30.06.2014).
We wsi działa Zespół Folklorystyczny ,,Kaszubskie Nuty'' oraz Koło Gospodyń Wiejskich.

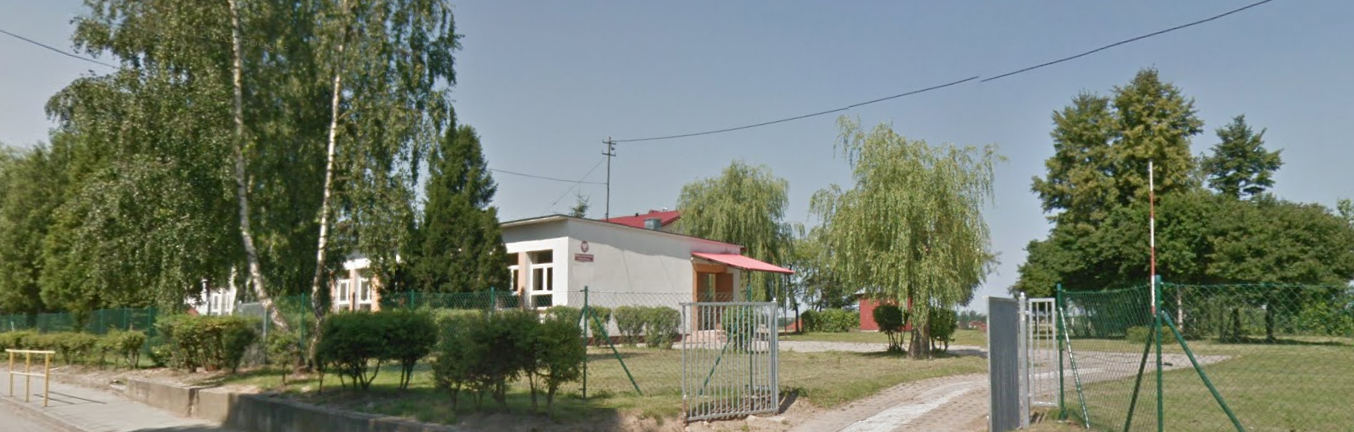
Szkoła Podstawowa w Nowym Klinczu